# Линаро (Болоња)
Линаро (итал. Linaro) је насеље у Италији у округу Болоња, региону Емилија-Ромања.
Према процени из 2011. у насељу је живело 325 становника. Насеље се налази на надморској висини од 71 м.